# Christopher O’Connell
Christopher O’Connell (ur. 3 czerwca 1994 w Sydney) – australijski tenisista.

## Kariera tenisowa
W 2017 roku zadebiutował w imprezie Wielkiego Szlema podczas turnieju Australian Open. Odpadł wówczas w pierwszej rundzie po porażce z Grigorem Dimitrowem.
Zwycięzca czterech turniejów ATP Challenger Tour w grze pojedynczej.
Najwyżej sklasyfikowany był na 67. miejscu w singlu (17 lipca 2023) oraz na 460. w deblu (21 marca 2022).

### Zwycięstwa w turniejach ATP Challenger Tour w grze pojedynczej
| Końcowy wynik | Nr | Data                 | Turniej   | Nawierzchnia | Przeciwnik      | Wynik finału     |
| ------------- | -- | -------------------- | --------- | ------------ | --------------- | ---------------- |
| Zwycięzca     | 1. | 18 sierpnia 2019     | Cordenons | Ceglana      | Jeremy Jahn     | 7:5, 6:2         |
| Zwycięzca     | 2. | 13 października 2019 | Fairfield | Twarda       | Steve Johnson   | 6:4, 6:4         |
| Zwycięzca     | 3. | 24 kwietnia 2022     | Split     | Ceglana      | Zsombor Piros   | 6:3, 2:0 krecz   |
| Zwycięzca     | 4. | 6 listopada 2022     | Jokohama  | Twarda       | Yosuke Watanuki | 6:1, 6:7(3), 6:3 |